# Formicini
Formicini (лат.) — триба муравьёв из подсемейства формицины (Formicinae, Formicidae). Около 450 видов, включая такие известные виды, как рыжие лесные муравьи рода Formica, строящие гигантские муравейники, пустынные муравьи-бегунки (Cataglyphis),  рабовладельческие (муравьи-амазонки) и социальнопаразитические виды.

## Описание
Среднего размера муравьи (около 1 см). Имеют сложное поведение, тесный трофобиоз с тлями. Мандибулы с 5—10 зубцами. Третий от вершины зубец мандибул обычно редуцирован. Максиллярные щупики у самок, рабочих и самцов состоят из 6 члеников, а лабиальные — из 4 (у видов Polyergus формула щупиков редуцирована до 4,3 или 4,2). Места прикрепления усиков находятся у заднего края наличника. Усики 12-члениковые у самок и рабочих и 13-члениковые у самцов.

## Систематика и филогения
9 родов.
- Alloformica Dlussky, 1969
- Bajcaridris Agosti, 1994
- Cataglyphis Förster, 1850
- Formica Linnaeus, 1758
- Polyergus Latreille, 1804
- Proformica Ruzsky, 1902
- Rossomyrmex Arnol’di, 1928
- †Glaphyromyrmex Wheeler, 1915 (или в Lasiini)
- †Protoformica Dlussky, 1967

### Фронтальный вид головы

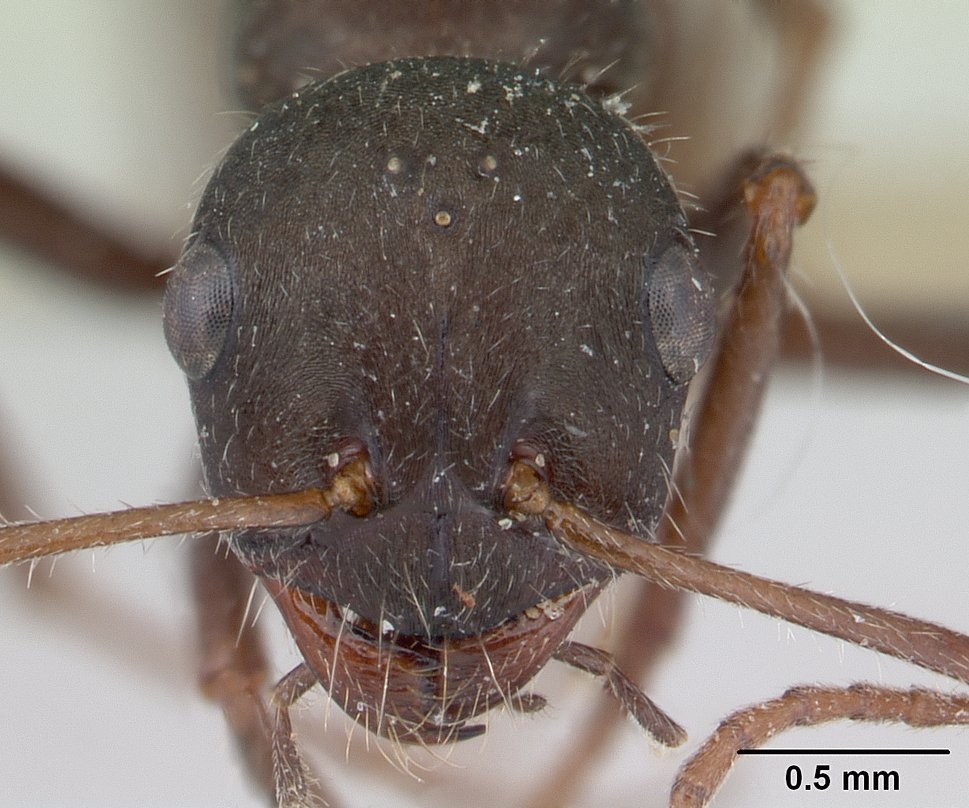
Alloformica aberrans
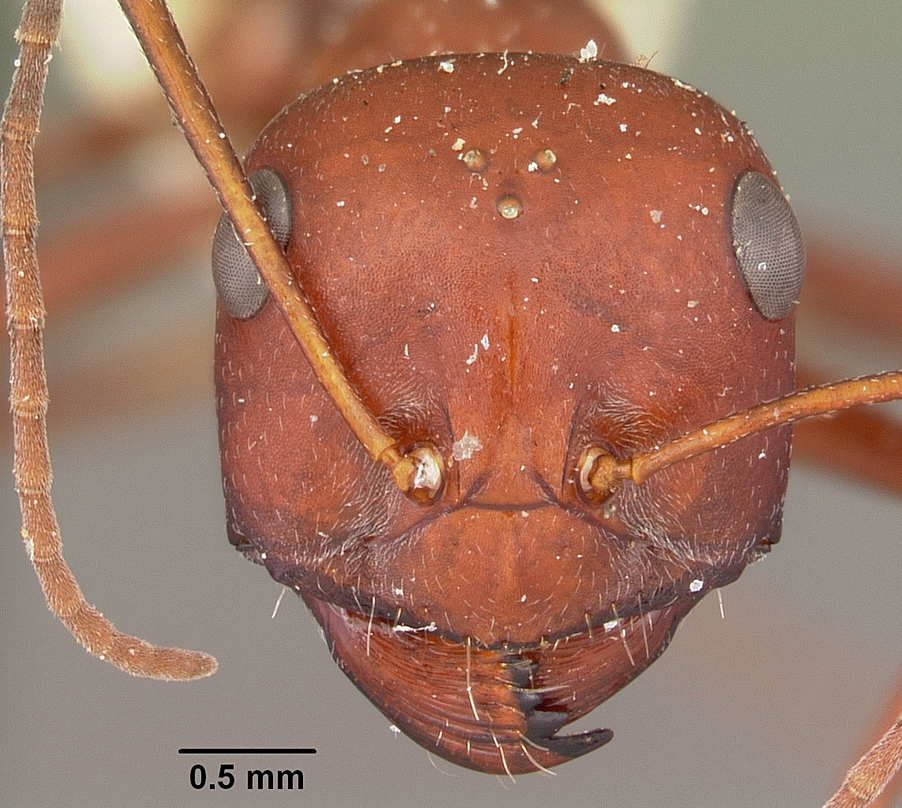
Cataglyphis bicolor
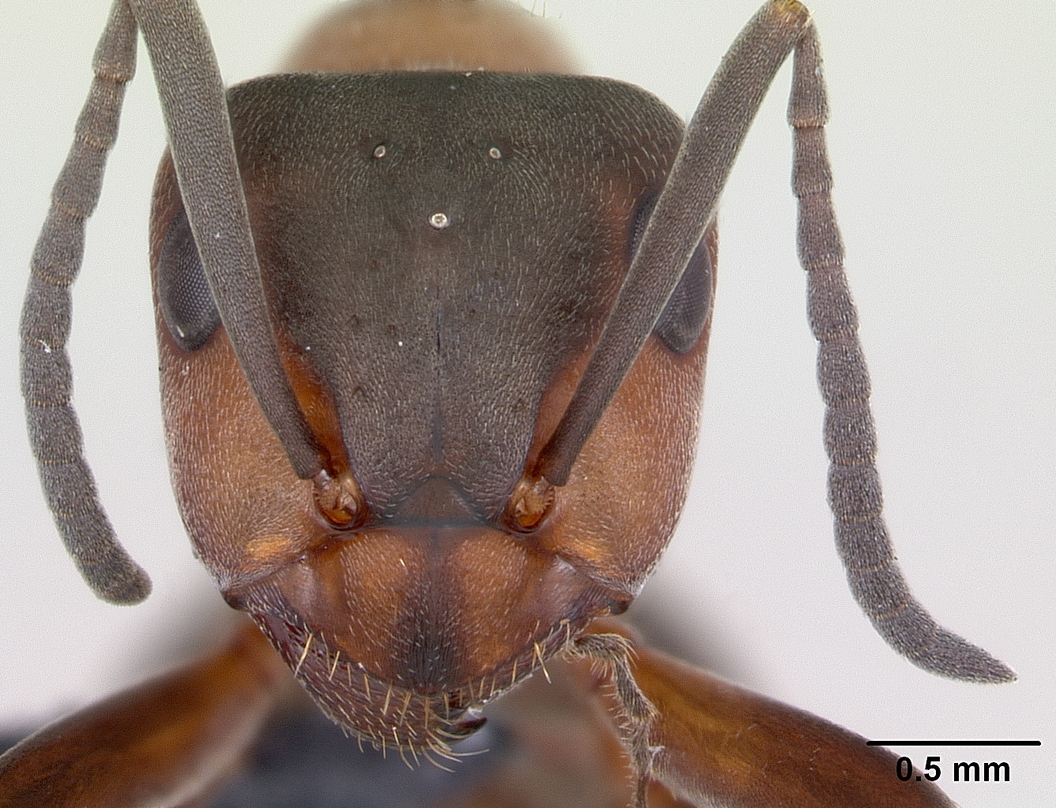
Formica rufa
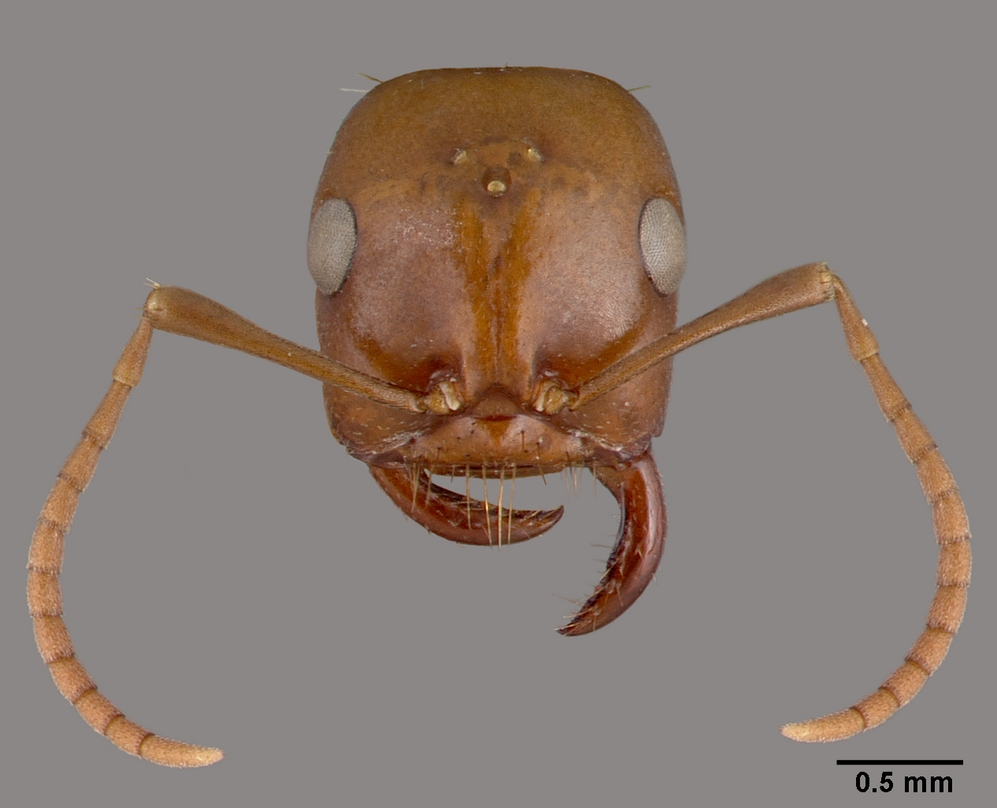
Polyergus rufescens
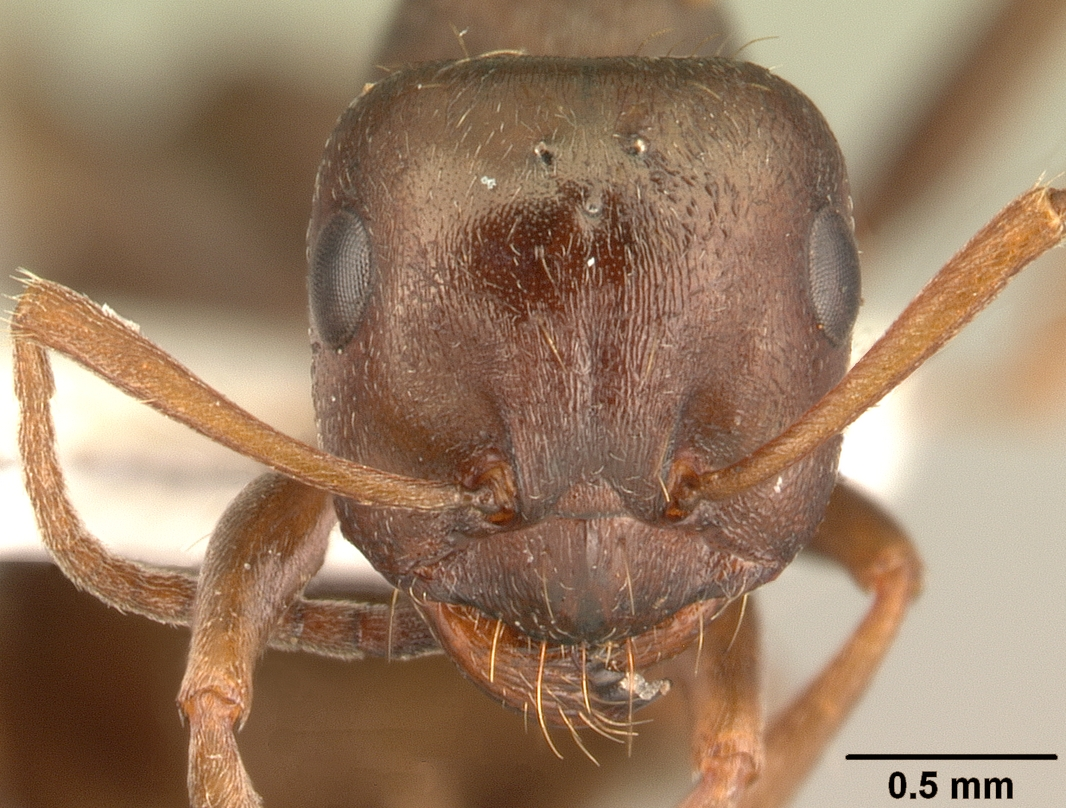
Proformica nasuta
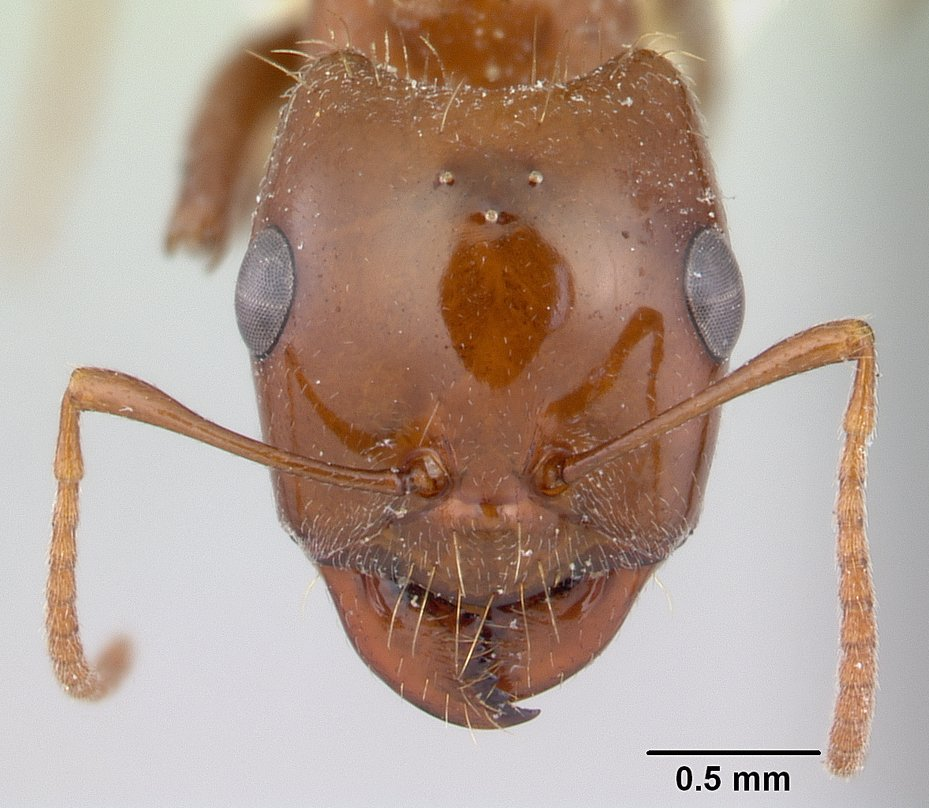
Rossomyrmex proformicarum